# Flower (jogo eletrônico)
Flower é um jogo eletrônico desenvolvido pela Thatgamecompany, projetado por Jenova Chen e Nicholas Clark, e anunciado na Tokyo Game Show de 2007. Flower foi lançado em 12 de fevereiro de 2009 através da PlayStation Network para PlayStation 3. O jogo teve a intenção de ser o "sucessor espiritual" de Flow, o título anterior de Chen, Clark e da Thatgamecompany.
Em Flower, o jogador controla o vento, soprando uma pétala de flor pelo ar usando o comando de movimentos. Voar perto de flores faz com que a pétala do jogador seja seguida por outras pétalas. Se aproximar de flores também pode criar efeitos colaterais no mundo de jogo, como levar uma cor vibrante a um campo anteriormente morto ou ativar moinhos de vento. O jogo não possui nenhum texto ou diálogo, formando um arco narrativo através das representações visuais e estímulos emocionais.
O objetivo principal de Flower é despertar emoções no jogador, ao invés de ser um jogo desafiador ou "divertido". Esse foco partiu de Chen, que achava que o principal propósito de produtos de entretenimento como jogos eletrônicos eram os sentimentos que eles criavam no público, e o alcance emocional da maioria dos jogos era limitado. A equipe de produção viu os seus esforços como a criação de uma obra de arte, removendo elementos de jogabilidade e mecânicas que não provocavam as respostas desejadas no jogador. A música, composta por Vincent Diamante, responde dinamicamente às ações do jogador e se corresponde com os estímulos emocionais.
Flower foi um sucesso de crítica, para a surpresa de seus desenvolvedores. As críticas aplaudiram sua música, visuais e jogabilidade, chamando-o até de uma experiência emocional única e atraente. Foi eleito o "Melhor Jogo Independente de 2009" no Spike Video Game Awards, também vencendo o prêmio de "Jogo Casual do Ano" pela Academy of Interactive Arts & Sciences. Desde Dezembro de 2013 que Flower faz parte da colecção permanente do Museu Smithsonian de Arte Americana, exibido na exposição "The Art of the Video Games".

## Jogabilidade

Imagem da jogabilidade de Flower, mostrando a trilha de pétalas de flores como visualizadas pelo jogador enquanto são sopradas pelo ar.

Flower é dividido em seis níveis principais e um nível de créditos. Cada nível é representado por uma flor dentro de um vaso no peitoril de uma janela de apartamento em uma cidade, e ao selecionar uma o jogador é levado ao "sonho" dessa flor. Uma vez dentro do nível, o jogador controla o vento enquanto ele sopra uma única pétala de flor pelo ar. Mudanças na direção da pétala são realizadas ao inclinar o controle do PlayStation 3. Apertar qualquer botão faz o vento soprar mais forte, o que por sua vez faz a pétala se mover mais rapidamente. A câmera geralmente segue a pétala, apesar de em algumas ocasiões mudar para mostrar um novo objetivo ou a consequência das ações do jogador.
Grupos e sequências de flores estão presentes em cada nível; aproximar-se com a pétala faz com que elas floresçam e que uma nova pétala siga a primeira. Quando o jogador se aproxima de determinadas flores ou grupos de flores, mudanças ocorrem com o mundo de jogo. Isso pode ser a liberação de novas áreas, a transformação de áreas mortas em campos verdes, ou a ativação de moinhos de vento. Essas mudanças geralmente resultam em novas flores brotando para o jogador interagir. Voar através de cada flor resulta em uma melodia musical que se harmoniza com a música. A própria música se ajusta dinamicamente às mudanças que o jogador realiza no mundo. Quanto maior o número de pétalas que o jogador tem seguindo sua pétala principal, mais rápido elas se movem. É impossível que o jogador falhe em algum nível ou perca seu progresso. O jogo não possui nenhum inimigo, pontos de vida ou limite de tempo. Flower tem duração aproximada de uma hora.
Apesar de nenhuma fala ou texto serem usados dentro do jogo, com exceção dos créditos finais, os seis sonhos das flores formam um arco narrativo. O local inicial do jogador em cada nível aparenta estar próximo do lugar onde o nível anterior se encerrou, e no decorrer no jogo o jogador se aproxima de uma cidade distante. O primeiro nível se foca na restauração da vida e da cor a uma paisagem. Depois de ativar uma série de moinhos de vento o jogador voa por um campo noturno, iluminando cordas de luz até chegar na cidade. A cidade está cheia de estruturas metálicas ameaçadoras, pequenos arcos de eletricidade e edifícios pálidos; o jogador dá vida à cidade nos dois níveis finais, transformando-a em um lugar brilhante e alegre.
Enquanto o jogador progride pelos diferentes níveis do jogo, a cidade vista pela janela de apartamento na tela de seleção de níveis gradualmente se torna mais vibrante e colorida. Se o jogador ativa três flores secretas em cada nível, a paisagem urbana é substituída por um campo brilhante com montanhas ao fundo. A música muda de escopo enquanto o jogo progride, crescendo em escala e complexidade e se adicionando ao arco narrativo. O nível de créditos é similar aos outros níveis de jogo, porém enquanto o jogador voa através de cada flor o nome da pessoa envolvida no desenvolvimento aparece. Flower inclui troféus da PlayStation Network que mantém o clima do jogo: enquanto alguns são baseados em objetivos, muitos são centrados no relaxamento e na admiração do cenário.

## Desenvolvimento

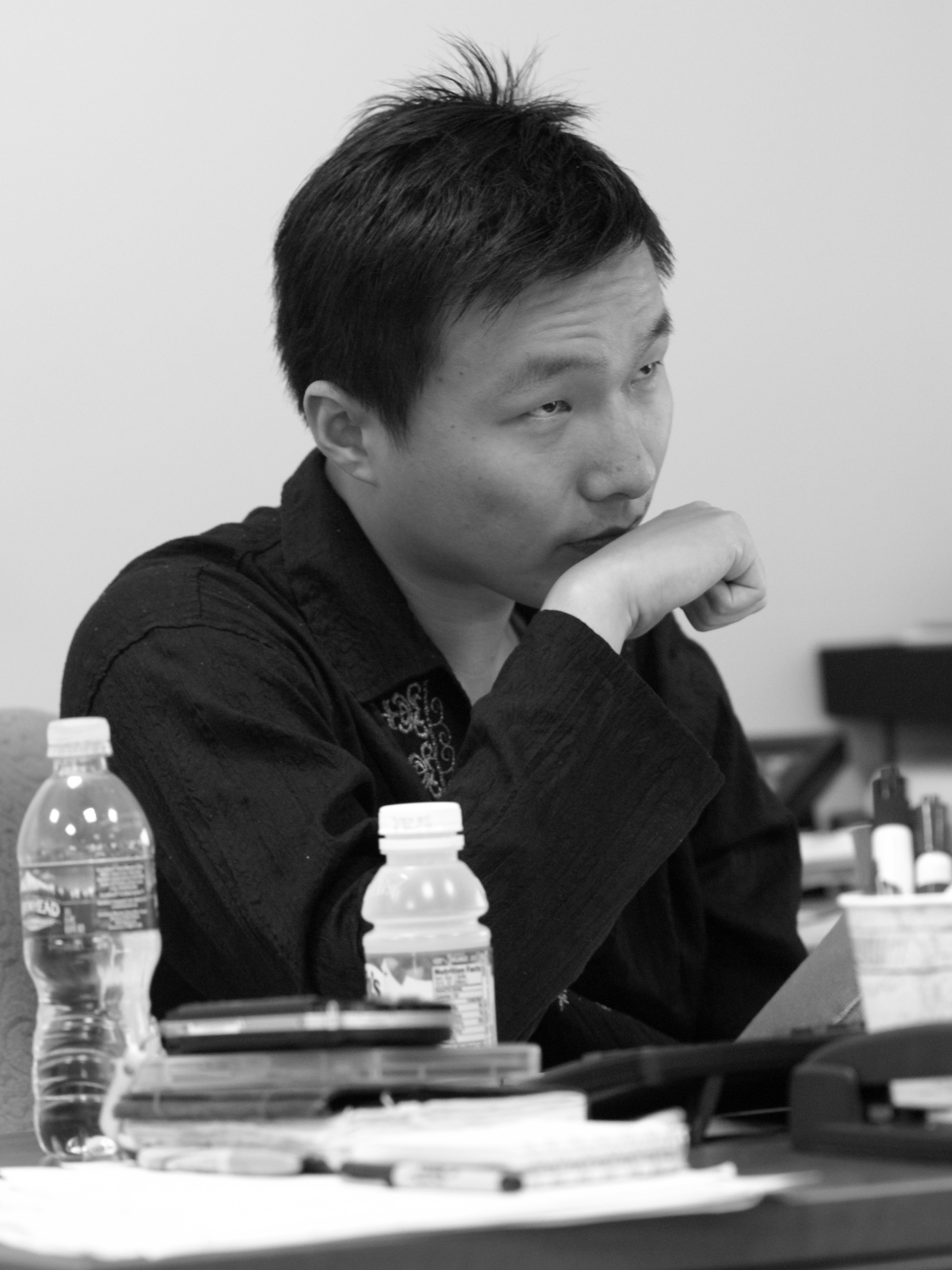
O projetista Jenova Chen em 2007.

Flower foi desenvolvido como o sucessor espiritual de Flow, um jogo Flash de 2006 criado por Jenova Chen e Nicholas Clark enquanto os dois ainda eram estudantes da Universidade do Sul da Califórnia. Flow foi mais tarde desenvolvido em um jogo para PlayStation 3 pela Thatgamecompany em 2007, e em um jogo para PlayStation Portable em 2008 pela SuperVillain Studios. Flower foi o primeiro jogo da Thatgamecompant "desenvolvido fora da rede de conforto acadêmica". Ele foi anunciado na Tokyo Game Show em 24 de setembro de 2007, sendo lançado na PlayStation Network em 12 de fevereiro de 2009. O objetivo principal de Flower era provocar emoções positivas no jogador e agir como "um refúgio emocional". De seis a nove pessoas estavam envolvidas nos vários estágios de desenvolvimento. Chen, que co-fundou a Thatgamecompany com a produtora Kellee Santiago, foi o diretor criativo encarregado do jogo, enquanto Clark trabalhou como projetista principal. Chen descreveu o jogo como "um poema interativo explorando a tensão entre o urbano e a natureza". Ele escolheu o tema da "natureza" cedo no processo de desenvolvimento, dizendo ter tido "esse conceito de que cada PlayStation é uma espécie de portal na sua sala, te leva para outro lugar. Eu pensei: 'não seria legal se ele fosse um portal que te permitisse ser abraçado pela natureza'".
Antes de começarem o trabalho, a equipe de desenvolvimento encomendou duas peças musicais que eles acharam que inspirariam o tom emocional correto para o jogo e guiariam seus esforços. Eles criaram vários protótipos, incluindo conceitos focados em plantas em crescimento e baseados ao redor da consciência humana. A equipe decidiu que o protótipo centrado em pétalas de flores flutuando ao vento melhor capturava as emoções que eles queriam evocar. Eles decidiram que seu foco de projeto seria manter o jogador em um estado emocional pacífico, e removeram elementos que frustravam os jogadores, como uma coleção de pétalas para destravar o próximo nível e mecânicas de jogo que eram muito tradicionais e deixavam os jogadores muito animados. A equipe tentou não colocar barreiras nos níveis, permitindo que o jogador fosse a qualquer lugar em um mundo aberto, porém perceberam que sem algumas guias, como a câmera se focando em novas flores ou a segmentação dos níveis, os jogadores ficariam confusos e frustrados. Chen descreveu o processo como "quase se estivéssemos tentando jogar fora o projeto de jogo tradicional, porém acabamos recolhendo todas as peças que jogamos fora e as colocamos de volta porque sabíamos que elas eram necessárias para entregar uma boa experiência guiada". O tempo total de desenvolvimento foi de dois anos, porém a equipe passou três quartos desse tempo no estágio de protótipos. Depois de decidirem os elementos de jogo, Flower foi produzido em apenas seis meses.
O foco do jogo nas emoções partiu de Chen, que achava que o principal propósito de produtos de entretenimento como jogos eletrônicos eram os sentimentos que eles criavam no público, e que o alcance emocional da maioria dos jogos era limitado. Chen tentou fazer com que o jogo se focasse mais em emoções do que em mensagens; ele especificamente mudou o projeto de Flower porque jogadores teste acharam que havia uma mensagem dentro do jogo promovendo as energias renováveis. Para que Flower tivesse o "espectro emocional" que ele queria, Chen olhou para o processo de desenvolvimento como a criação de uma obra de arte, ao invés de um jogo "divertido", que não provocaria as emoções desejadas. Ele resumiu essa visão ao dizer que a única mecânica de jogabilidade é acertar uma flor para ativar um novo evento. A equipe especificamente cortou elementos de jogabilidade mais profundos porque eles adicionariam um "desafio" ao jogo, que, apesar de divertido, não seria relaxante.

## Música
A música de Flower foi criada por Vincent Diamante, um compositor de jogos eletrônicos e professor na Divisão de Mídias Interativas da Universidade do Sul da Califórnia. Ele havia anteriormente trabalhado na música de Cloud, o primeiro jogo de Chen, enquanto os dois estavam na Universidade do Sul da Califórnia. Ele trabalhou diretamente com a equipe de desenvolvimento para integrar a música dentro do jogo ao ajustar o posicionamento das flores e as notas que cada uma tocaria ao ser alcançada. Ele fez isso ao harmonizar a jogabilidade com a música, e ajustando a música dinamicamente para corresponder às mudanças do mundo de jogo. Diamante usou suas composições para influenciar a equipe de desenvolvimento a adaptar algumas de suas ideias para o jogo.
A música e os instrumentos de cada nível foram escolhidos para corresponder ao mundo de jogo e sua localização no arco emocional geral. A música é composta por vários níveis de faixas instrumentais acústicas que sobem ou descem em correlação com as ações do jogador. Os instrumentos usados incluiam pianos, instrumentos de corda como violões, e de sopro como flautas e fagotes. O número de instrumentos que estão sendo tocados aumenta em correlação com a quantidade de pétalas que o jogador acumula. A música tem a intenção de sugerir sons naturais como o vento. As faixas instrumentais tinham a intenção de serem capazes de se sustentar sozinhas, mesmo quando usadas em um grande grupo orquestral como nos níveis três e seis. Várias vezes no processo de desenvolvimento, Diamante ficou tão ligado com uma peça musical que necessitava de alteração que ele acabou compondo uma totalmente nova para substiui-la. Diamante discutiu por muito tempo com a Sony a produção de um álbum com a música do jogo. Em 8 de abril de 2010, um álbum de trilha sonora foi lançado pela Sony para ser comprado na PlayStation Network. O álbum, intitulado Flower: Original Soundtrack from the Video Game, contém 8 faixas e uma duração total de 64 minutos.

## Recepção
Flower foi bem recebido pela crítica. Alice Liang do site 1UP.com o aplaudiu, dizendo que "a liberdade de movimentos faz com que o jogo seja tão relaxante como o gentil sopro de uma briza". Ela disse que "diversão" não descrevia totalmente a experiência, dizendo que o jogo tinha "um arco emocional bem construído" e que a música, visuais e jogabilidade levavam o jogador para dentro de uma experiência emocional atraente. Ela também achou que era possível jogá-lo novamente, compensando sua brevidade. Ryan Clements da IGN concordou com a opinião de Liang, dizendo que Flower proporcionava "mais prazer, emoção e iluminação do que qualquer outro jogo" que ele jogou em anos. Apesar dele ter dito que o título não agradaria todos os públicos, ele o descreveu como "algo muito único e muito poderoso", referindo-se a ele como um jogo obrigatório. Michael Kontoudis da PALGN o chamou de "um jogo completamente único, audacioso e comovente, cheio de personalidade e intenções", apesar dele o ter achado mais semelhante com uma obra de arte do que com um jogo eletrônico, e que muitos jogadores não se interessariam. Gerard Campbell do The Times similarmente descreveu Flower como algo maior do que um jogo, o chamando de "contraste perfeito" aos jogos "de tiro ultra violentos", resumindo-o como "um dos jogos mais refrescantes e relaxantes no mercado".
Tom Bramwell da Eurogamer fez elogios similares, descrevendo-o como "agradavelmente inocente e edificante", porém ele deu uma nota mais baixa do que outros críticos por ter achado que o preço de US$ 9.99 era muito alto para o tamanho do jogo. A desaprovação não foi geral, o crítico Jason Hill do The Age achou que o preço australiano de AU$ 13 era "razoável" e descreveu a duração como algo que não está "estendendo suas boas-vindas". Críticos como Terry Terrones da GamePro e o site GameTrailers ecoaram os mesmo elogios que as outras críticas do jogo; o GameTrailers disse que Flower era "menos que um jogo e mais uma experiência. Você não necessariamente 'joga' Flower; você interage com ele", enquanto Terrones elegeu a música como a melhor parte da apresentação. Tom Hoggins do The Daily Telegraph achou que Flower iria "reiniciar o debate de 'jogos como arte'", defendendo a opinião de que ele era uma "maravilhosa obra de arte" além de um excelente jogo. A recepção positiva surpreendeu os desenvolvedores, que acharam que o jogo seria recebido de uma forma mais mista.
Flower venceu o prêmio de "Melhor Jogo Independente" no Spike Video Game Awards de 2009. Ele foi similarmente eleito como o "Melhor Jogo Indie" de 2009 pela revista Playboy. Nos prêmios da Academy of Interactive Arts & Sciences, ele venceu o de "Jogo Casual do Ano", também sendo indicado nas categorias de "Melhor Inovação em Jogos", "Melhor Realização de Desenho Sonoro", "Melhor Realização em Composição Musical Original" e "Melhor Realização em Inovação de Direção". Flower foi indicado por seu "Uso de Áudio" nos prêmios de jogos eletrônicos entregues pela British Academy of Film and Television Arts, vencendo na categoria de "Realização Artística". Sua trilha sonora foi escolhida como a "Melhor Trilha Sonora Original" de 2009 pela G4 TV. Sua música também foi indicada pelo Game Audio Network Guild como "Música do Ano" e venceu como "Melhor Trilha Interativa". Sua jogabilidade estreou na Electronic Entertainment Expo de 2008, resultando em vários prêmios, incluindo "Melhor Jogo de Download da E3" pela 1UP.com, "Melhor Jogo Original" pela UGO e "Realização Especial por Inovação" pela IGN. Em 2011, Flower foi escolhido por votação popular dentre 280 outros jogos para ser um dos 80 à serem exibidos na exposição "The Art of the Video Games", criada pelo Museu Smithsonian de Arte Americana, e em Dezembro de 2013 o jogo foi adquirido por esse museu para fazer parte da sua colecção permanente.